# كولن فولر
كولن فولر (بالإنجليزية: Colin Fowler)‏ هو لاعب دارت بريطاني، ولد في 3 أغسطس 1962 في إنجلترا في المملكة المتحدة.

## وصلات خارجية
- كولن فولر على موقع DartsDatabase.co.uk (الإنجليزية)